# 乙酸铅
乙酸铅，又稱醋酸鉛，是一种白色晶体状鹽類，带甜味，过去曾称为铅糖。和其他铅化合物一样，乙酸铅也有很大毒性。乙酸铅能溶于水或甘油。和水中形成三水合物，Pb(CH3COO)2·3H2O，是一种无色或白色花状单斜晶体。
低濃度的乙酸鉛在漸進式染髮產品中的主要有效成份。由於乙酸铅具有甜味，過去它曾被用作糖替代品。後來由於人們發現乙酸铅具有毒性，因此乙酸铅後來被禁止用於生产甜味剂。克勉二世曾因乙酸铅中毒而去世。

## 製備
将铅黄（一氧化铅）和乙酸反应可以制备乙酸铅。
亦可將乙酸、過氧化氫和鉛共沸製備。反應式如下：
Pb(s) + H2O2(aq) + 2 H+(aq) → Pb2+(aq) + 2 H2O(l) 

Pb2+(aq) + 2 CH3COO−(aq) → Pb(CH3COO)2(aq)